# П'єр Бербізьє
П'єр Бербізьє́ (фр. Pierre Berbizier; нар. 17 червня 1958, Сен-Годан, Франція) — колишній французький регбіст, нині є головним тренером клубу Авірон Байонне.

## Біографія

### Кар'єра регбіста
Бербізьє народився в мальовничому куточку Франції, в Сен-Годан, Пінас. Спочатку П'єр грав на позиції півзахисника за команду ЦА Ланнемезан, що в Верхніх Піренеях. Будучи уже 22-річним юнаком, він дебютував на міжнародній арені в тестовому матчі Турніру п'яти націй 1981 проти збірної Шотландії, який відбувся 17 січня 1981 року у Парижі. Тестовий матч виграла збірна Франції з рахунком 16:9. Завдяки добрій першій грі П'єр заграв і на всіх інших іграх того сезону здобуваючи пункти в матчах проти Ірландії, Уельсу та Англії. У тому ж самому році він був обраний репрезентувати збірну ще у двох важливих іграх проти Нової Зеландії в фіналі Кубку світу з регбі, який Франція програла.
Його везіння на цьому не закінчилося: молодого П'єра обрали і в наступному році. Він виступив у матчі Турніру п'яти націй 1982 проти збірної Ірландії (Париж), який Франція виграла 22:9 та у грі проти Румунії (Бухарест), який Франція програла. П'єр заграв також у двох матчах Турніру п'яти націй 1983, у одному матчі Турніру п'яти націй 1984 та виступив у двох іграх проти Ол Блекс, які проходили в Крайстчерч і Окленді. Обидві перемоги здобула збірна Нової Зеландії. У 1985 році Бербізьє заграв у двох тестових матчах проти Аргентини.
Після стількох відбутих ігор за збірну Франції на початку 80-х, під час тривання сезону 1986 року, Бербізьє був обраний аж 11 разів (всі матчі Турніру п'яти націй 1986 і ще три ігри проти Нової Зеландії. У 1987 році, П'єр повів команду до перемоги у Великому Шоломі.
1987 рік був роком, коли перший раз проводилися змагання за Кубок світу з регбі. Також було запрошено Францію, адже ж вона тоді була членом Міжнародної Ради Регбі (МРР). Франція обіграла Шотландію з рахунком 20:0 у Крайстчерчі. П'єр також повів збірну до перемоги над Румунією, Фіджі в Бордо (32:16) та Воллабіз (30:24). Таким чином, Франція ввійшла до фіналу Кубку світу з регбі, де програла господарям, Ол Блекс, з рахунком 9:29 в Еден Парку. П'єр Бербізьє забив свій останній пункт за Францію 16 березня 1991 року на стадіоні Твікенем у грі проти Англії (21:19).

### Кар'єра тренера
Починаючи з 1991 року, П'єр успішно закінчив кар'єру регбіста та став тренером. З 1991 по 1995 тренував збірну Франції та довів їх до півфіналу Світового Кубку з Регбі 1995 року. Його помічником був Крістоф Мумбе.
З 1998 по 2001 тренував клуб Нарбонн. У 2005 році, після відставки Джонна Кірвана, прийняв пропозицію тренера збірної Італії. Завдяки його вдалому керівництву, Італії вперше вдалось перемогти у двох матчах Турнірі шести націй 2007, де вони зуміли розгромити збірну Шотландії (37:17) на стадіоні Мюррейфілд та збірну Уельсу (23:20) на стадіоні Фламіньйо у Римі. У 2007 році, П'єр відмовився і надалі тренувати збірну Італії і повернувся до Франції, де взявся тренувати клуб Рейсінг Метро 92, який на той момент розвивався в лізі Про Д2. У наступному сезоні клуб ввійшов до 1-ї ліги, Топ 14.
3 травня 2017 року Бербізьє став головним тренером клубу Авірон Байонне протягом наступних двох сезонів.

## Досягнення

### Досягнення регбіста
Чемпіонат Франції:
- Чемпіон: 1988 (Ажен)
- Фіналіст: 1986, 1990 (Ажен)

Шаленж Ів дю Мануар:
- Переможець: 1981 (Лурд)
- Фіналіст: 1977 (Лурд), 1987 (Ажен)

Кубок Франції:
- Фіналіст: 1984 (Лурд)

Кубок світу з регбі
- Фіналіст: 1987

Турнір п'яти націй
- Учасник: 1982, 1984, 1990, 1991
- Переможець: 1981, 1983, 1986, 1987, 1988, 1989,

Великий Шолом
- Учасник: 1981, 1997

Середземноморські ігри
- Учасник: 1983

### Досягнення тренера

#### Збірна Франції
- Турніри п'яти націй

| Рік               | Англія    | Шотландія  | Ірландія    | Уельс      | Місце          |
| ----------------- | --------- | ---------- | ----------- | ---------- | -------------- |
| 1992              | 13:31     | 10:6       | 44:12       | 9:12       | 2-ге           |
| 1993              | 16:15     | 11:3       | 6:21        | 26:10      | 1-ше           |
| 1994              | 14:18     | 12:20      | 35:15       | 24:15      | 3-тє           |
| 1995              | 31:10     | 21:23      | 7:25        | 21:9       | 3-тє           |
| % виграних матчів | 0 % (0/4) | 50 % (2/4) | 100 % (4/4) | 75 % (3/4) | 56.25 % (9/16) |

#### Нарбонн
| Сезон     | Клуб    | Дивізіон      | Класифікація       | Кубок Європи | Європейський Шаленж      |
| --------- | ------- | ------------- | ------------------ | ------------ | ------------------------ |
| 1998—1999 | Нарбонн | 1-ша дивізія  | 3-тя група         | -            | Елімінація до пів-фіналу |
| 1999—2000 | Нарбонн | 1-ша дивізія  | 8-ме місце 1 група | -            | -                        |
| 2000—2001 | Нарбонн | 1-ша дивізія' | 5-те місце 2 група | -            | Півфіналіст              |

#### Збірна Італії
- Турнір шести націй ː

| Рік               | Англія   | Шотландія | Франція  | Ірландія | Уельс     | Місце      |
| ----------------- | -------- | --------- | -------- | -------- | --------- | ---------- |
| 2006              | 16:31    | 18:18     | 37:12    | 10:13    | 26:16     | 6-те       |
| 2007              | 20:7     | 37:17     | 3:39     | 24:51    | 23:20     | 4-те       |
| % виграних матчів | 0% (0/2) | 50% (1/2) | 0% (0/2) | 0% (0/2) | 50% (1/2) | 20% (2/10) |

#### Рейсінг Метро
| Сезон     | Клуб          | Дивізія | Місце                     | Кубок Європи        | Європейський Шаленж |
| --------- | ------------- | ------- | ------------------------- | ------------------- | ------------------- |
| 2007—2008 | Рейсінг Метро | Про Д2  | Поразка в тестовому матчі | -                   | -                   |
| 2008—2009 | Рейсінг Метро | Про Д2  | Чемпіон Франції Про Д2    | -                   | -                   |
| 2009—2010 | Рейсінг Метро | Топ 14  | Елімінації до плей-офф    | -                   | Елімінації в групах |
| 2010—2011 | Рейсінг Метро | Топ 14  | Пів-фінальні елімінації   | Елімінації в групах | -                   |
| 2011—2012 | Рейсінг Метро | Топ 14  | Елімінації до плей-офф    | Елімінації в групах | -                   |

## Цікаві факти
- Алан Легуні присвятив йому книгу, назва якої П'єр Бербізьє: піаніст серед рушіїв (з посиланням на цитату П'єра Данос (ориг. назва Pierre Berbizier: un pianiste chez les déménageurs)